# Psaume 51 (50)
Pour les articles homonymes, voir Miserere.

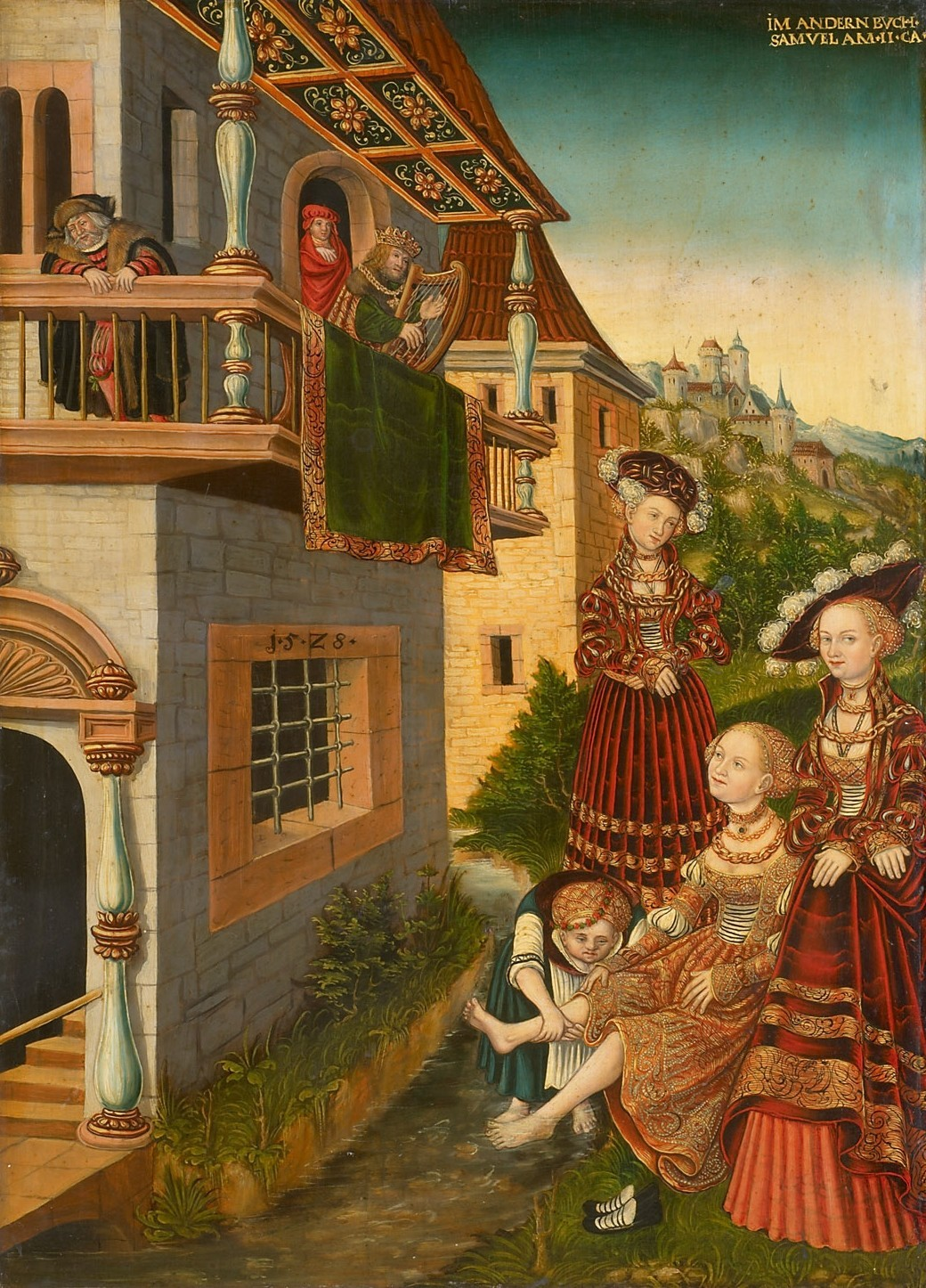
David et Bethsabée, par Wolfgang Krodel, 1528.

Le Psaume 51 (50 dans la numérotation grecque) est également appelé Miserere (prends pitié), selon le premier mot de sa version latine. Il aurait été écrit par le roi David, qui demandait pardon auprès de Dieu après qu’il eut séduit Bethsabée, la femme d’un de ses officiers, Urie le Hittite, en profitant d'une de ses absences. Bethsabée par la suite tomba enceinte, et David fit revenir Urie afin qu'il eût des rapports avec sa femme, mais celui-ci préféra ne pas rentrer dormir chez lui. David le renvoya alors sur le champ de bataille, avec un message destiné à Joab, demandant que celui-ci s'arrangeât pour qu'Urie le Hittite fût frappé pendant la bataille et mourût, ce qui arriva. Nathan vint ensuite reprocher au roi David sa faute, que celui-ci reconnut.

## Texte
| verset | original hébreu                                                                   | traduction française de Louis Segond | Vulgate latine |
| ------ | --------------------------------------------------------------------------------- | --- | --- |
| 1      | לַמְנַצֵּחַ, מִזְמוֹר לְדָוִד                                                                 | [Au chef des chantres. Psaume de David.] | [In finem psalmus David]                                                                                                  |
| 2      | בְּבוֹא-אֵלָיו, נָתָן הַנָּבִיא-- כַּאֲשֶׁר-בָּא, אֶל-בַּת-שָׁבַע                                         | [Lorsque Nathan, le prophète, vint à lui, après que David fut allé vers Bath-Schéba.]                                                              | [cum venit ad eum Nathan propheta quando intravit ad Bethsabee]                                                           |
| 3      | חָנֵּנִי אֱלֹהִים כְּחַסְדֶּךָ; כְּרֹב רַחֲמֶיךָ, מְחֵה פְשָׁעָי                                             | Ô Dieu ! aie pitié de moi dans ta bonté ; selon ta grande miséricorde, efface mes transgressions ;                                                 | Miserere mei Deus secundum magnam misericordiam tuam ; et secundum multitudinem miserationum tuarum dele iniquitatem meam |
| 4      | הרבה (הֶרֶב), כַּבְּסֵנִי מֵעֲו‍ֹנִי; וּמֵחַטָּאתִי טַהֲרֵנִי                                            | Lave-moi complètement de mon iniquité, et purifie-moi de mon péché.                                                                                | Amplius lava me ab iniquitate mea et a peccato meo munda me                                                               |
| 5      | כִּי-פְשָׁעַי, אֲנִי אֵדָע; וְחַטָּאתִי נֶגְדִּי תָמִיד                                                | Car je reconnais mes transgressions, et mon péché est constamment devant moi.                                                                      | Quoniam iniquitatem meam ego cognosco et peccatum meum contra me est semper                                               |
| 6      | לְךָ לְבַדְּךָ, חָטָאתִי, וְהָרַע בְּעֵינֶיךָ, עָשִׂיתִי:לְמַעַן, תִּצְדַּק בְּדָבְרֶךָ-- תִּזְכֶּה בְשָׁפְטֶךָ                  | J’ai péché contre toi seul, et j’ai fait ce qui est mal à tes yeux, en sorte que tu seras juste dans ta sentence, sans reproche dans ton jugement. | Tibi soli peccavi et malum coram te feci ut iustificeris in sermonibus tuis et vincas cum iudicaris                       |
| 7      | הֵן-בְּעָווֹן חוֹלָלְתִּי; וּבְחֵטְא, יֶחֱמַתְנִי אִמִּי                                                | Voici, je suis né dans l’iniquité, et ma mère m’a conçu dans le péché.                                                                             | Ecce enim in iniquitatibus conceptus sum et in peccatis concepit me mater mea                                             |
| 8      | הֵן-אֱמֶת, חָפַצְתָּ בַטֻּחוֹת; וּבְסָתֻם, חָכְמָה תוֹדִיעֵנִי                                           | Mais tu veux que la vérité soit au fond du cœur : Fais donc pénétrer la sagesse au dedans de moi !                                                 | Ecce enim veritatem dilexisti incerta et occulta sapientiae tuae manifestasti mihi                                        |
| 9      | תְּחַטְּאֵנִי בְאֵזוֹב וְאֶטְהָר; תְּכַבְּסֵנִי, וּמִשֶּׁלֶג אַלְבִּין. י תַּשְׁמִיעֵנִי, שָׂשׂוֹן וְשִׂמְחָה; תָּגֵלְנָה, עֲצָמוֹת דִּכִּיתָ | Purifie-moi avec l’hysope, et je serai pur ; lave-moi, et je serai plus blanc que la neige.                                                        | Asperges me hyssopo et mundabor ; lavabis me et super nivem dealbabor                                                     |
| 10     | הַסְתֵּר פָּנֶיךָ, מֵחֲטָאָי; וְכָל-עֲו‍ֹנֹתַי מְחֵה                                                   | Annonce-moi l’allégresse et la joie, et les os que tu as brisés se réjouiront.                                                                     | Auditui meo dabis gaudium et laetitiam et exsultabunt ossa humiliata                                                      |
| 11     | הַסְתֵּר פָּנֶיךָ, מֵחֲטָאָי; וְכָל-עֲו‍ֹנֹתַי מְחֵה                                                   | Détourne ton regard de mes péchés, efface toutes mes iniquités.                                                                                    | Averte faciem tuam a peccatis meis et omnes iniquitates meas dele.                                                        |
| 12     | לֵב טָהוֹר, בְּרָא-לִי אֱלֹהִים; וְרוּחַ נָכוֹן, חַדֵּשׁ בְּקִרְבִּי                                       | Ô Dieu ! crée en moi un cœur pur, renouvelle en moi un esprit bien disposé.                                                                        | Cor mundum crea in me Deus et spiritum rectum innova in visceribus meis                                                   |
| 13     | אַל-תַּשְׁלִיכֵנִי מִלְּפָנֶיךָ; וְרוּחַ קָדְשְׁךָ, אַל-תִּקַּח מִמֶּנִּי                                         | Ne me rejette pas loin de ta face, ne me retire pas ton esprit saint.                                                                              | Ne proicias me a facie tua et spiritum sanctum tuum ne auferas a me                                                       |
| 14     | הָשִׁיבָה לִּי, שְׂשׂוֹן יִשְׁעֶךָ; וְרוּחַ נְדִיבָה תִסְמְכֵנִי                                            | Rends-moi la joie de ton salut, et qu’un esprit de bonne volonté me soutienne !                                                                    | Redde mihi laetitiam salutaris tui et spiritu principali confirma me                                                      |
| 15     | אֲלַמְּדָה פֹשְׁעִים דְּרָכֶיךָ; וְחַטָּאִים, אֵלֶיךָ יָשׁוּבוּ                                             | J’enseignerai tes voies à ceux qui les transgressent, et les pécheurs reviendront à toi.                                                           | Docebo iniquos vias tuas et impii ad te convertentur                                                                      |
| 16     | הַצִּילֵנִי מִדָּמִים, אֱלֹהִים-- אֱלֹהֵי תְּשׁוּעָתִי:תְּרַנֵּן לְשׁוֹנִי, צִדְקָתֶךָ                               | Ô Dieu, Dieu de mon salut ! délivre-moi du sang versé, et ma langue célébrera ta miséricorde.                                                      | Libera me de sanguinibus Deus Deus salutis meae et exsultabit lingua mea iustitiam tuam                                   |
| 17     | אֲדֹנָי, שְׂפָתַי תִּפְתָּח; וּפִי, יַגִּיד תְּהִלָּתֶךָ                                                  | Seigneur ! ouvre mes lèvres, et ma bouche publiera ta louange.                                                                                     | Domine labia mea aperies et os meum annuntiabit laudem tuam                                                               |
| 18     | כִּי, לֹא-תַחְפֹּץ זֶבַח וְאֶתֵּנָה; עוֹלָה, לֹא תִרְצֶה                                              | Si tu eusses voulu des sacrifices, je t’en aurais offert ; mais tu ne prends point plaisir aux holocaustes.                                        | Quoniam si voluisses sacrificium dedissem utique holocaustis non delectaberis                                             |
| 19     | זִבְחֵי אֱלֹהִים, רוּחַ נִשְׁבָּרָה:לֵב-נִשְׁבָּר וְנִדְכֶּה-- אֱלֹהִים, לֹא תִבְזֶה                              | Les sacrifices qui sont agréables à Dieu, c’est un esprit brisé : Ô Dieu ! tu ne dédaignes pas un cœur brisé et contrit.                           | Sacrificium Deo spiritus contribulatus cor contritum et humiliatum Deus non spernet                                       |
| 20     | הֵיטִיבָה בִרְצוֹנְךָ, אֶת-צִיּוֹן; תִּבְנֶה, חוֹמוֹת יְרוּשָׁלִָם                                        | Répands par ta grâce tes bienfaits sur Sion, bâtis les murs de Jérusalem !                                                                         | Benigne fac Domine in bona voluntate tua Sion et aedificentur muri Hierusalem                                             |
| 21     | אָז תַּחְפֹּץ זִבְחֵי-צֶדֶק, עוֹלָה וְכָלִיל;אָז יַעֲלוּ עַל-מִזְבַּחֲךָ פָרִים                                | Alors tu agréeras des sacrifices de justice, des holocaustes et des victimes tout entières ; alors on offrira des taureaux sur ton autel.          | Tunc acceptabis sacrificium iustitiae oblationes et holocausta tunc imponent super altare tuum vitulos                    |

## Usages liturgiques

### Dans le judaïsme
Le psaume 51 est récité en entier selon le rite Arizal du shema de lever et de coucher en semaine, et fait aussi partie des prières chatzot du ticcoun régulier. Le verset 13 est la partie centrale de l’office de selichot. Le verset 17 est récité en préface de la amidah, la prière centrale de l’office juif. Enfin, le verset 20 est récité dans la liturgie ashkénaze avant la lecture de la Torah le shabbat et à l’occasion des fêtes.

### Dans le christianisme

#### Chez les catholiques
La tradition liturgique aux laudes était assez ancienne. Dans la règle de saint Benoît fixée vers 530, l'auteur Benoît de Nursie demandait de chanter ce psaume lors de l'office solennel aux laudes du dimanche, en suivant du psaume 67 (66). De plus, le dimanche, il fallait que ce psaume 50 fût terminé avec l'Alléluia en raison d'une solennité particulière (chapitre XII). Selon cette règle, ce psaume distingué doit également être chanté chaque jour, aux laudes (chapitre XIII). De nombreuses abbayes bénédictines conservent et exécutent encore cette tradition tous les jours.  
Dans la liturgie des Heures, le psaume 50 - les catholiques utilisent traditionnellement la numérotation grecque -  est récité le vendredi aux laudes chaque semaine. Le verset 17 de ce psaume est aussi utilisé pour commencer le premier office de la journée, que ce soit sous la forme latine : Domine, labia mea aperies et os meum annuntiabit laudem tuam ; ou sa forme française : Seigneur, ouvre mes lèvres, et ma bouche publiera Ta louange. Dans la liturgie monastique le premier office est celui de matines et il faut dire ce verset trois fois.
L'invocation au début de chaque messe dans la prière ou le chant du Kyrie, selon son antique forme grecque « Κύριε ἐλέησον » (Kyrie eléison), ou en français « Seigneur, prends pitié », diffère des premiers mots du psaume, en disant « Seigneur », pas « Dieu », et en n'indiquant pas l'objet de la pitié (« moi » dans le psaume).
Ce psaume est également utilisé lors des célébrations pénitentielles, comportant le sacrement de pénitence et de réconciliation. Il est lu régulièrement dans l'année, et plus particulièrement dans la période du carême, notamment le mercredi des Cendres.  
Le verset 9 de ce psaume (Asperges me, Domine, hyssopo et mundabor: lavabis me et super nivem dealbabor) est utilisé, hors du temps pascal, pendant le rite de l'Asperges, qui peut précéder la messe dominicale. Dans les éditions du Missel romain antérieures à l'an 1970, on utilisait aussi le verset initiel : Miserere mei, Deus, secundum magnam misericordiam tuam.

## Mise en musique
Comme beaucoup de psaumes, le Psaume 50 a été mis en musique de très nombreuses fois. 
Pendant la Semaine sainte, ce texte reste très important dans le rite romain. Surtout, à la chapelle Sixtine du Vatican, une quinzaine de Miserere écrits par de grands compositeurs furent officiellement chantés, à la fin des offices. Or, celui de Gregorio Allegri, un véritable chef-d'œuvre, est tellement supérieur à d'autres compositions que, finalement, tous les Miserere dans ce répertoire furent exclus, y compris celui de Giovanni Pierluigi da Palestrina.
La paraphrase écrite par Jérôme Savonarole a été intégralement mise en musique par Simon Joly et publiée à Lyon en 1552.
Sa version allemande (« Gott sei mir gnädig ») a été utilisé notamment par Johann Kuhnau (1660 - 1722) ainsi que dans un air de l'oratorio Paulus de Felix Mendelssohn composé entre 1834 et 1836.
Une traduction anonyme en vers a servi à Jean-Sébastien Bach pour son motet BWV 1083 Tilge, Höchster, meine Sünden.
- Michel-Richard de Lalande donna la musique à ce psaume, en tant que grand motet (S.27) ainsi que petit motet à voix seule et chœur grégorien (S.87).
- Michel Lambert a composé un Miserere à une date inconnue
- Marc-Antoine Charpentier a composé à quatre reprises :
  - Miserere des Jésuites, pour solistes, chœur, 2 violons et basse continue H.193 (1683 - 85)
  - Miserere à 2 dessus, 2 flûtes et basse continue H.157 (vers 1670)
  - Miserere à 2 dessus, une haute-contre et basse continue H.173 (vers 1680)
  - Miserere à 4 voix et 4 instruments, H.219 (début 1690 ?)
- Sébastien de Brossard a composé un Miserere mei Deus (1688 - 89)
- Louis-Nicolas Clérambault a composé un Miserere pour solistes, chœur, et basse continue (orgue) à une date inconnue.
- André Campra a composé un Miserere en 1726.
- Charle-Hubert Gervais a composé un Miserere, pour solistes, chœur à 5 voix et orchestre, à une date inconnue
- Jean Baptiste Lully a composé un Miserere LWV 25 en 1664
- Charle Gounod a composé un Miserere, pour solistes, chœur et orgue en 1880

- Gregorio Allegri a composé un Miserere en 1638
- Henry Purcell a composé un Miserere en 1694
- Giovanni Battista Pergolesi a composé à une date inconnue un Miserere.
- Antonio Vivaldi a composé Filiae maestae Jerusalem vers 1715 en introduction au "Miserere" RV 638.
- J. D. Zelenka a composé 2 Miserere ZWV 57 et ZWV 56 en 1679.
- Franz Liszt, a composé un Miserere du Trovare en 1859.
- Friedrich Nietzsche, philosophe, poète, a également composé un Miserere en 1860.
- Arvo Pärt a composé un Miserere en 1989.

## Voir aussi

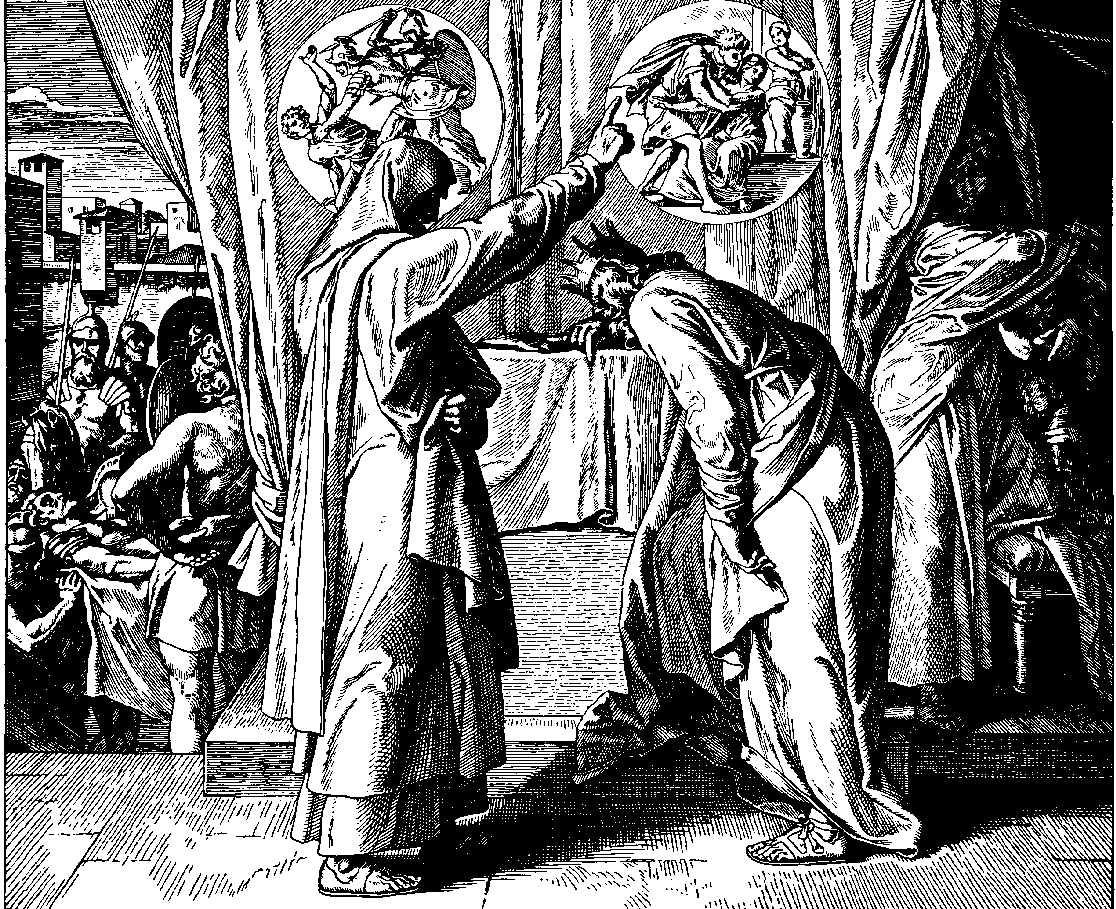
Nathan montre à David son péché, par Julius Schnorr von Carolsfeld.